# Edwin M. Eigner
Edwin Moss Eigner (geboren am 3. April 1931 in Boston) ist ein amerikanischer Literaturwissenschaftler.
Er studierte an der Cornell University (B.A. 1953) sowie an der University of Iowa (M.F.A. 1955, Ph.D. 1963). Er lehrte an der Northwestern University (1960–1963), der University of Kansas (1963–1966) sowie ab 1970 an der University of California, Riverside, der er bis heute als Emeritus verbunden ist. Sein Forschungsschwerpunkt ist die englische und amerikanische Literatur des 19. Jahrhunderts.

## Werke
- Robert Louis Stevenson and Romantic Tradition. Princeton University Press, Princeton NJ 1966.
- The Metaphysical Novel in England and America: Dickens, Bulwer, Melville, and Hawthorne. University of California Press, Berkeley CA 1978, ISBN 0520033825.
- (Hrsg. mit George J. Worth): Victorian Criticism of the Novel. Cambridge University Press, New York 1985, ISBN 0521255155.
- The Dickens Pantomime. University of California Press, Berkeley CA 1989, ISBN 0520062558.

| Personendaten    | Personendaten                           |
| ---------------- | --------------------------------------- |
| NAME             | Eigner, Edwin M.                        |
| ALTERNATIVNAMEN  | Eigner, Edwin Moss (vollständiger Name) |
| KURZBESCHREIBUNG | amerikanischer Literaturwissenschaftler |
| GEBURTSDATUM     | 3. April 1931                           |
| GEBURTSORT       | Boston                                  |